# Alexander Wulf (Koch)
Alexander Wulf (* 23. Juni 1982 in Krasnojarsk, Russland) ist ein deutsch-russischer Koch und Gastronom.

## Leben und Schaffen
1982 im russischen Sibirien als zweitjüngstes von vier Geschwistern geboren, wuchs Wulf in Kasachstan auf. 1992 siedelte die Familie ohne den Vater nach Erkelenz in den Landkreis Heinsberg aus. Mit 13 Jahren bekam er einen Aushilfsjob als Spülhilfe, nach einem weiteren Praktikum begann er eine Kochlehre im Haus Wilms in Wassenberg-Effeld. Während dieser Zeit gewann er mit seinem Team die Culinar Europameisterschaft in Maastricht – als erstes deutsches Team.
2003 erhielt er eine Stelle als Sous Chef im Gasthaus Krönele in Lustenau, Österreich. Dort fiel der Entschluss, in die Sternegastronomie zu gehen. Im Gourmetrestaurant St. Jacques in Heinsberg-Randerath arbeitete er fortan unter der Leitung von Rainer Hensen. 2008 erkochte sich Wulf mit seinem Team den ersten Michelin-Stern und lernte seinen heutigen Geschäftspartner und Freund Ronny Schreiber kennen. Es folgten Praktika bei bekannten deutschen Köchen wie Dieter Müller im Schloss Lerbach, Joachim Wissler im Vendôme oder in Steinheuers Restaurant bei Hans Stefan Steinheuer.
2018 übernahm er zusammen mit Schreiber das Gourmetrestaurant St. Jacques. Seitdem kocht er russische Haute Cuisine. 2019 wurde Marcel Kokot als zweiter Küchenchef angestellt. Das Restaurant wurde 2018, 2019 und 2020 mit einem Michelin-Stern ausgezeichnet. Wulf ist der einzige Koch mit russischen Wurzeln, dessen Restaurant diese Auszeichnung erhalten hat.
Im März 2021 eröffnete er zusammen mit Kokot und Sommelier Schreiber in Erkelenz-Neu-Immerath das Restaurant Troyka. Wulf lebt mit Frau und Kindern in Heinsberg.

## TV-Auftritte
Neben seiner Tätigkeit als Fernsehkoch im WDR Fernsehen in der Sendung Hier und heute, war Wulf in Shows wie Das perfekte Dinner (VOX, 2018) und 2019 sowie 2020 als Duellant in zwei Folgen von Tim Mälzers Kochduell Ready to beef! auf VOX zu sehen. 2021 war er als einer von Mälzers Kontrahenten in einer Folge der sechsten Staffel Kitchen Impossible zu sehen.

## Bewertungen als Koch
- Guide Michelin (1 Stern, 2018, 2019, 2020 (mit Marcel Kokot))[7]
- Gault-Millau (17 Punkte)[8]
- Jeunes Restaurateurs[9]
- Der Feinschmecker (mit „3F“ ausgezeichnet)
- Hornstein (82,2 von 100 Punkten)[10]
- Großer Guide „Aufsteiger des Jahres 2021“[11]